# RhB řada Ge 4/4 III
Lokomotivy řady Ge 4/4III (přezdívané Bobo 3) jsou čtyřnápravové elektrické lokomotivy, vyrobené ve spolupráci firem SLM (Schweizerische Lokomotiv- und Maschinenfabrik) a ABB (Asea Brown Boveri, prvních 9 kusů), resp. Adtranz (3 kusy) ve dvou sériích v letech 1993–1994 a 1999 pro společnost Rhétské dráhy (RhB) ve východní části Švýcarska. Celkem bylo vyrobeno 12 kusů, které jsou v provozu označeny čísly 641–652, v návaznosti na starší řady Ge 4/4I a Ge 4/4II. Lokomotivy jsou koncipovány jako univerzální, tedy pro dopravu osobních i nákladních vlaků.

## Vznik a dodávky

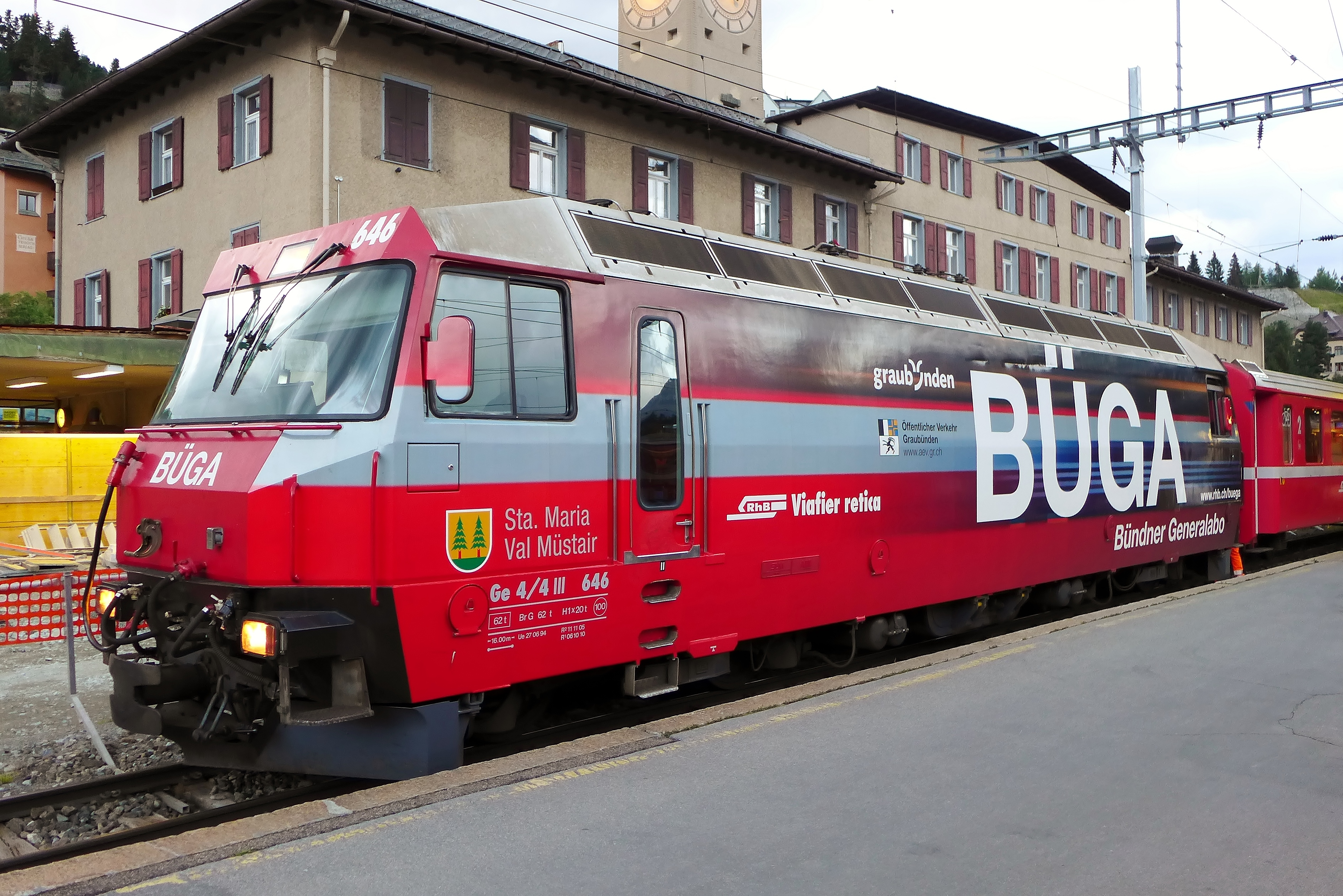
Lokomotivy této řady nosí značné množství reklam; na snímku stroj číslo 646 s reklamou BÜGA

Na konci 80. let s rostoucím počtem vlaků na RhB již přestával stávající park lokomotiv, zejména pro osobní dopravu, postačovat. Nejstarší řada Ge 4/4I se po zhruba 40 letech provozu chýlila ke konci své životnosti, a novější řada Ge 4/4II ani po dodávce druhé série v roce 1984 nedokázala plně uspokojit provozní potřeby. Rhétská dráha proto v roce 1989 zadala u konsorcia SLM / ABB zakázku na stavbu 9 čtyřnápravových elektrických lokomotiv, na kterých měly být použity v dané době nejmodernější dostupné technologie. První lokomotiva čísla 641 byla objednateli předána v prosinci 1993 a zbylých osm kusů následovalo během roku 1994. Vzhledem k chystanému zprovoznění nového tunelu Vereina, ve kterém byl plánován provoz kyvadlových vlaků na přepravu aut mezi údolími Prättigau a Engadin, byly dodatečně objednány ještě další tři kusy, tentokrát již u firmy Adtranz. Ty byly dodány v roce 1999 společně s otevřením tunelu.
V souladu s tradicí Rhétské dráhy byly i tyto lokomotivy pojmenovány, a to podle sídel či údolí v Graubündenu.

### Příbuzné lokomotivy

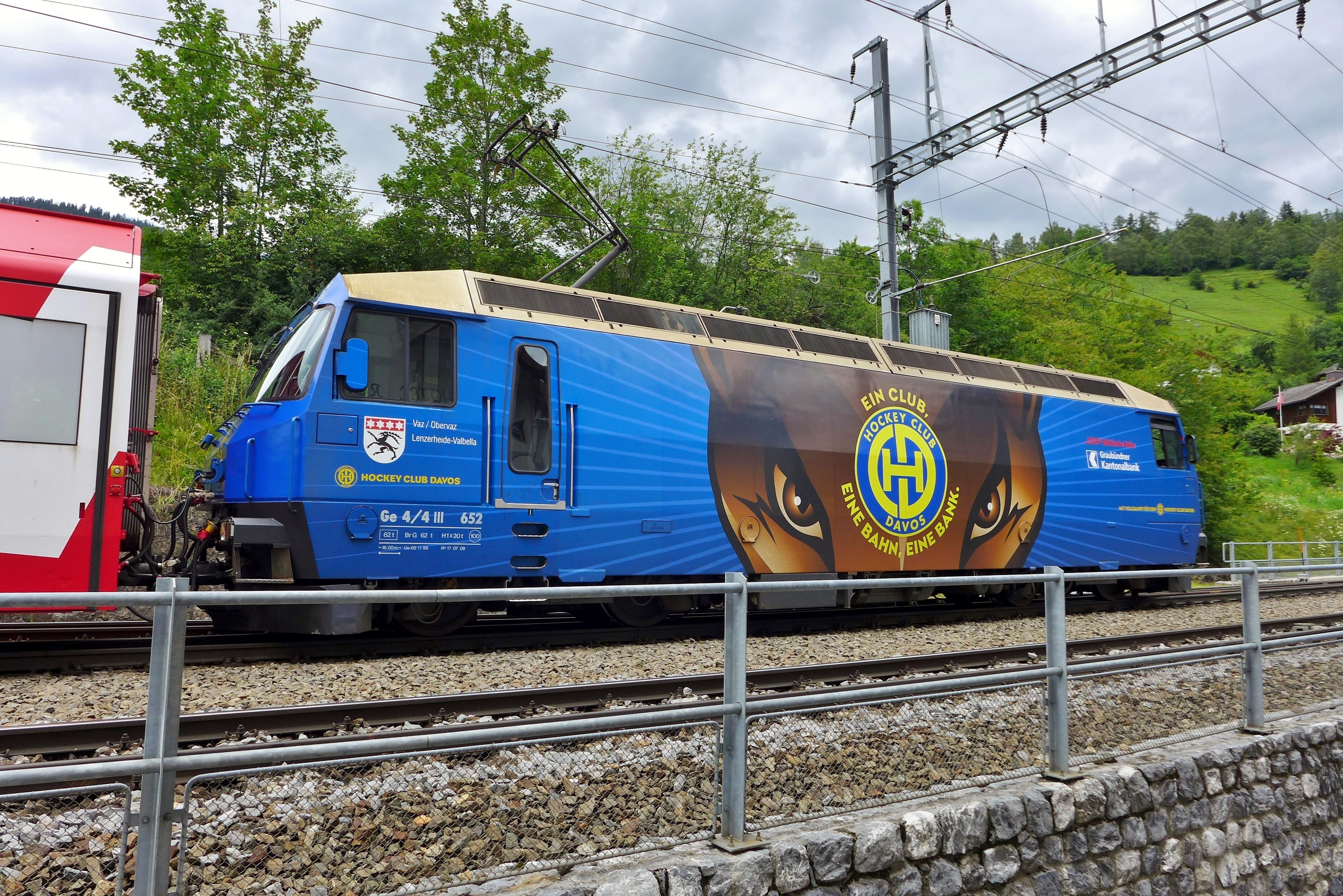
Lokomotiva 652, upomínající na hokejový klub Davos

Obdobné lokomotivy si současně objednaly i další švýcarské železniční společnosti; dva technicky téměř shodné kusy si objednala Bière-Apples-Morges-Bahn (BAM) v kantonu Vaud (inventární čísla 21 a 22). Čtyři lokomotivy si pořídila také Montreux-Berner Oberland-Bahn (MOB), provozující trať z Montreux do Zweisimmenu (inventární čísla 8001–8004). Elektrická část těchto lokomotiv, ačkoli jinak vzhledově identických, je však vzhledem k napájení této trati stejnosměrným napětím 900 V díky vypuštění transformátoru a dalších komponent značně odlišná.

## Technický popis
Lokomotiva je skříňového uspořádání, se dvěma stanovišti strojvedoucího na obou koncích rámu. Pojezd je tradičně členěn do dvou dvounápravových podvozků (uspořádání Bo´ Bo´). Mechanická část je dílem strojíren SLM ve Winterthuru. Celkem čtyři trakční elektromotory (pro každé dvojkolí jeden, označení 6 FRA 5248) vyrobila firma ABB, která je také výrobcem celé elektrické části lokomotivy. Odběr proudu z trakčního vedení zajišťují dva polopantografy, umístěné na střeše lokomotivní skříně. Díky použití regulace výkonu pomocí GTO tyristorů (u lokomotivy RhB aplikováno vůbec poprvé) lokomotivy vykazují velmi nízkou spotřebu energie a po modernizaci dokáží i vracet rekuperovanou energii zpět do troleje. Lokomotivy umožňují provoz ve dvojčlenném řízení i s řídicími vozy.
Z výroby byly všechny lokomotivy opatřeny novým červeným korporátním nátěrem RhB. Jsou však velmi často předmětem aplikace různých reklam a propagačních nátěrů, a tak je barevné řešení u takřka každé lokomotivy značně individuální.

## Provoz

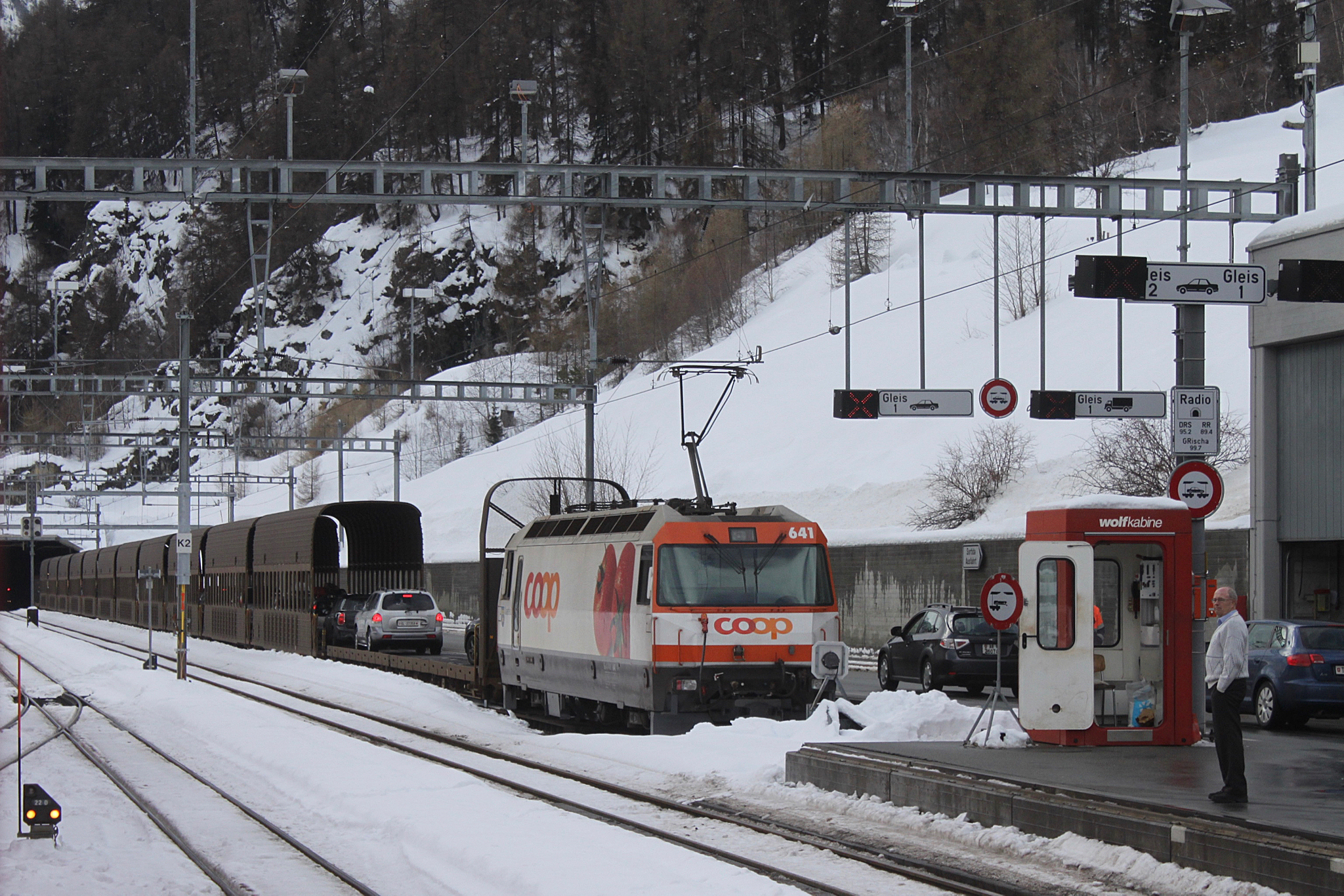
Jedna z lokomotiv Ge 4/4^{III}, čekající na odjezd s autovlakem ve stanici Sagliains

Ihned po uvedení do provozu byly nové lokomotivy primárně zařazeny do osobní dopravy, kde doplnily park starších řad Ge 4/4I a Ge 4/4II. Výjimkou však nebylo ani nasazení v nákladní dopravě, kde dokázaly plně konkurovat i šestinápravovým strojům řady Ge 6/6II. Postupně však byly soustředěny především na rychlících kategorie InterRegio, spojujících v pravidelném taktu Chur se Svatým Mořicem po trati Albula. Dalším jejich pravidelným výkonem je doprava kyvadlových vlaků na přepravu automobilů mezi stanicemi Selfranga a Sagliains, tedy tunelem Vereina. Příležitostně se objevují v osobní dopravě také na dalších tratích. Po odstavení lokomotiv Ge 6/6II z pravidelného provozu v říjnu 2021 započalo jejich intenzivnější nasazování do nákladní dopravy, mimo jiné také v souvislosti s dodávkami nových elektrických jednotek řady ABe 4/16, tzv. Capricorn (Kozoroh), které jsou postupně zařazovány do osobní dopravy.
Od roku 2016 jsou lokomotivy řady Ge 4/4III Rhétskou dráhou postupně modernizovány. Dosazen je nový vlakový zabezpečovač ZSI 127, duální brzdový systém a další moderní komponenty, které prodlouží životnost lokomotiv o dalších 20 až 30 let. Tyto modernizace by měly skončit v roce 2022.
V roce 2019 RhB odkoupila od společnosti MOB lokomotivu původního čísla 8003. Po rekonstrukci na střídavou napájecí soustavu bude zařazena do provozu pod novým inventárním číslem 653.

## Přehled lokomotiv řady Ge 4/4III
| Inventární číslo | Jméno                            | Erb | Datum převzetí   | Poznámka                                    | Reklama                           |
| ---------------- | -------------------------------- | --- | ---------------- | ------------------------------------------- | --------------------------------- |
| 641              | Maienfeld                        |     | 07.12.1993       |                                             | Coop                              |
| 642              | Breil/Brigels                    |     | 24.01.1994       |                                             | Stiftung Integral (Pensionskasse) |
| 643              | Vals                             |     | 22.02.1994       |                                             | Ems-Chemie                        |
| 644              | Savognin                         |     | 14.04.1994       | první modernizovaná lokomotiva (od 12/2017) | Weltrekordfahrt RhB               |
| 645              | Tujetsch                         |     | 31.05.1994       |                                             | Radio e Televisiun Rumantscha     |
| 646              | Santa Maria Val Müstair          |     | 27.06.1994       |                                             | Eigenwerbung BÜGA                 |
| 647              | Grüsch                           |     | 20.09.1994       |                                             | velké logo RhB                    |
| 648              | Susch                            |     | 05.11.1994       |                                             | Watson                            |
| 649              | Lavin                            |     | 08.12.1994       |                                             | Jörimann / Schneider              |
| 650              | Seewis im Prättigau              |     | 07.09.1999       |                                             | Velké logo RhB                    |
| 651              | Fideris                          |     | 28.09.1999       |                                             | Velké logo RhB                    |
| 652              | Vaz/Obervaz Lenzerheide-Valbella |     | 05.11.1999       |                                             | HC Davos                          |
| 653              |                                  |     | (v rekonstrukci) | původní MOB 8003                            |                                   |